# بيير-جان ريمي
جان بيير أونجريمي  (بالفرنسية: Pierre-Jean Rémy) ولد في 21 مارس 1937 بأنغوليم وتوفى في 27 أبريل 2010 بباريس. معروف أدبيا باسم مستعار وهو بيير جان ريمي. وهو أيضا دبلوماسي وكاتب فرنسي، وعضو بأكاديمية اللغة الفرنسية، وقائد وسام جوقة الشرف. وينشر أيضا تحت أسماء مستعارة أخرى وهي: نيكولاس ميلكور، ورايموند مارلو، وجان رينيه بالاس، وبيير لومبيتي.

## روابط خارجية
- بيير-جان ريمي على موقع IMDb (الإنجليزية)
- بيير-جان ريمي على موقع مونزينجر (الألمانية)
- بيير-جان ريمي على موقع قاعدة بيانات الفيلم (الإنجليزية)